# Alina Ibragimova

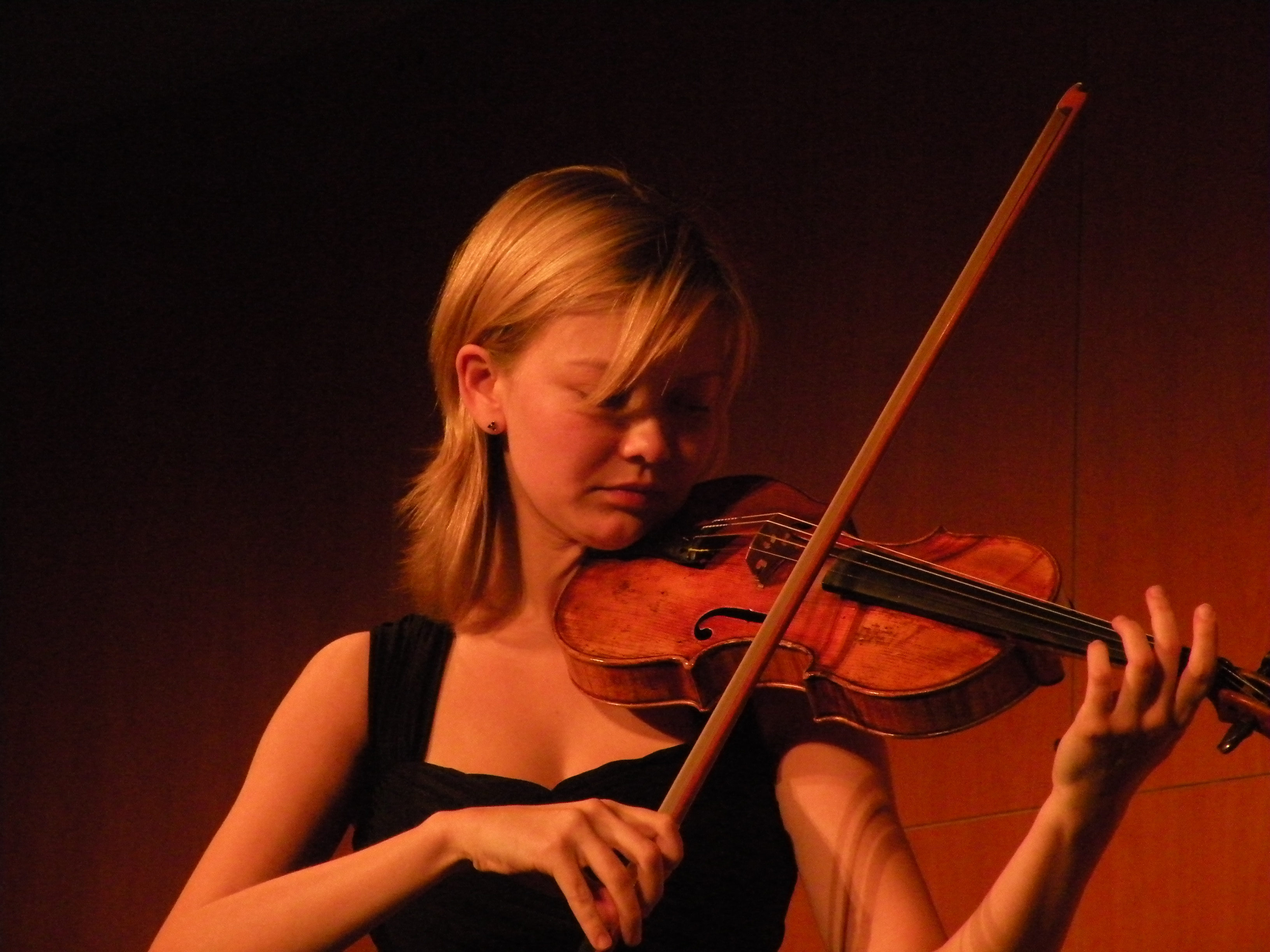
Alina Ibragimova nel 2009

Alina Ibragimova (Polevskoj, 28 settembre 1985) è una violinista russa naturalizzata inglese.

## Biografia
Alina Rinatovna Ibragimova (in russo: Али́на Рина́товна Ибраги́мова) è nata a Polevskoj, in Russia, da una famiglia Bashkir. A 4 anni inizia a suonare il violino e a 5 continua gli studi con Valentina Korolkova presso il Gnessin State Musical College di Mosca.  All'età di 6 anni debutta come bambina prodigio suonando con varie orchestre. Nel 1996, quando suo padre assume l'incarico di contrabbasso principale con la London Symphony Orchestra, la famiglia si trasferisce in Inghilterra. L'anno successivo, Ibragimova inizia i suoi studi alla Yehudi Menuhin School con Natasha Boyarskaya. Continua gli studi alla Guildhall School of Music and Drama per un anno, e poi al Royal College of Music, studiando con Gordan Nikolitch. Insieme ad altri studenti del Royal College forma il quartetto d'archi “Chiaroscuro”.
Dal 2000 Ibragimova si perfeziona con Christian Tetzlaff, presso la Kronberg Academy Master. A carriera avviata, la svolta successiva arriva nel 2005, quando Ibragimova suona e dirige il Concerto n. 2 di Mozart con la Kremerata Baltica al Mozarteum di Salisburgo. Nel 2012 dirige per la prima volta un'orchestra con strumenti originali, l’Academy of Ancient Music.
Si esibisce su un Anselmo Bellosio (1775 ca.) fornito da Georg von Opel. È stata nominata ‘Member of the Order of the British Empire‘ (MBE) nel 2016.

Dal 2015 è sposata con lo scrittore e critico di musica classica Tom Service; vivono a Greenwich, Londra.